# 하녀의 방 (1987년 영화)
"하녀의 방"은 한국에서 제작된 김인수 감독의 1987년 영화이다. 최윤석 등이 주연으로 출연하였고 이창무 등이 제작에 참여하였다.

## 출연

### 주연
- 최윤석
- 방희
- 남수정
- 홍성민

## 기타
- 조명: 김강일